# Układ termodynamicznie zamknięty
Układ termodynamicznie zamknięty (układ termodynamiczny półzamknięty) – taki układ termodynamiczny, który nie wymienia z otoczeniem masy natomiast może wymieniać energię.
Z punktu widzenia wymiany energii układ może być zamknięty:
adiabatycznie – nie wymienia energii na sposób ciepła (jest izolowany termicznie), ale może wymieniać energię na sposób pracy (np. ruch tłoka, czyli praca zmiany objętości, praca elektryczna),
diatermicznie – energia jest wymieniana na sposób ciepła i na sposób pracy.